# Facundo Coria
Facundo Gabriel Coria (Ciudad de Buenos Aires, Argentina, 28 de mayo de 1988) es un futbolista argentino que juega de mediocampista en Modica de Italia

## Trayectoria

### Vélez Sarsfield
Facundo Coria se inició en las divisiones inferiores de Vélez Sarsfield, donde llegó a los 11 años de edad. Puede jugar de mediocampista por izquierda o delantero. Con ese equipo debutó el 18 de febrero del 2007 en Avellaneda frente a Racing Club. Con Vélez disputó 18 partidos y marcó 2 goles.

### Arsenal de Sarandí
En el 2008 fue cedido a préstamo por un año al Arsenal de Sarandí, equipo con el que ganó la Copa Suruga Bank 2008 y jugó siete partidos del Torneo Apertura.

### Emelec
En el 2009 fue cedido a préstamo por seis meses al Club Sport Emelec de Ecuador, donde fue un jugador importante para que el equipo sea el primero de su país en el primer semestre de 2009. Luego de culminar su contrato regresó a Vélez Sarsfield, ya que no logró llegar a un acuerdo económico para continuar en el club ecuatoriano y posteriormente fue prestado al Argentinos Juniors.

### Argentinos juniors
En el Conjunto de La Paternal fue donde mejor se sintió y rindió, siendo Campeón del Torneo Clausura 2010, fue una de las figuras del equipo que conducía Claudio Borghi, marcando varios goles notables y asistencias a compañeros, totalizó 4 goles y marcó el segundo gol frente a Huracán para darle el campeonato a Argentinos Juniors, en la última fecha de dicho torneo.
A principios del mes de agosto de 2013, vuelve al club en el que mejor se sintió, rindió y salió campeón.

### Villarreal
Su gran nivel hizo que el Villarreal español lo viera como un jugador promisorio y adquiriera su carta.
En Villarreal no logró un puesto en el primer equipo por lo que en el segundo semestre de 2010 militó en el Villarreal B donde disputó 14 partidos y marcó tres goles.

### Pachuca
En el primer semestre de 2011 llegó cedido a Pachuca de México, y solo disputó 1 partido de titular, en otras 5 ocasiones salió desde la banca.

### Estudiantes de la Plata
Con la finalidad de recuperar su nivel regresa a Argentina, refuerza a Estudiantes de la Plata por toda la temporada 2011-2012 disputó 10 partidos (8 de titular), y tuvo un irregular desempeño.

### Colo-Colo
El 21 de julio de 2012; Facundo, Villarreal CF y Colo-Colo llegaron a un acuerdo por el préstamo del jugador por un año, donde es presentado el día 24 de julio de 2012.
Debuta con la camiseta alba el día 5 de agosto de 2012 en el empate 1-1 contra la Universidad de Concepción entrando en el minuto 63 por Rodrigo Millar.

### Monagas S.C
Debuta con el conjunto venezolano en Copa Sudamericana, el 14 de febrero de 2019 en la derrota 2 a 1 como visitante contra el conjunto boliviano Royal Pari, marcando el gol que rompió el cero apenas iniciado el partido.

## Clubes
| Club                    | País                | Año                 | PJ  | G   |
| ----------------------- | ------------------- | ------------------- | --- | --- |
| Vélez Sarsfield         | Argentina           | 2006-2008           | 23  | 3   |
| Arsenal                 | Argentina           | 2008-2009           | 13  | 9   |
| Argentinos Juniors      | Argentina           | 2009-2010           | 39  | 11  |
| Fenerbahçe              | Turquía             | 2010                | 24  | 9   |
| Estudiantes de La Plata | Argentina           | 2011                | 13  | 7   |
| Pachuca                 | México              | 2012                | 6   | 5   |
| Colo-Colo               | Chile               | 2012-2013           | 24  | 8   |
| Argentinos Juniors      | Argentina           | 2013-2014           | 14  | 9   |
| D.C. United             | Estados Unidos      | 2015                | 20  | 2   |
| Quilmes                 | Argentina           | 2016 2017           | 13  | 5   |
| Estudiantes de San Luis | Argentina           | 2017-2018           | 14  | 3   |
| Monagas                 | Venezuela           | 2019                | 21  | 8   |
| Messina                 | Italia              | 2019-2021           | 50  | 20  |
| Casarano                | Italia              | 2021                | 21  | 1   |
| Bisceglie               | Italia              | 2021-2022           | 21  | 8   |
| Modica                  | Italia              | 2022-Presente       | 10  | 5   |
| Total en su carrera     | Total en su carrera | Total en su carrera | 214 | 104 |

## Palmarés

### Campeonatos nacionales
| Título           | Club               | País      | Año    |
| ---------------- | ------------------ | --------- | ------ |
| Primera División | Argentinos Juniors | Argentina | C-2010 |

### Torneos internacionales
| Título           | Club               | Sede  | Año  |
| ---------------- | ------------------ | ----- | ---- |
| Copa Suruga Bank | Arsenal de Sarandí | Osaka | 2008 |